# DDプリンセス
DDプリンセス (ディーディープリンセス) は、ドラッグストア「ダイコクドラッグ」のイメージガールズユニット。

## 概要
DDプリンセスは、ダイコクドラッグが2013年（平成25年）7月に東京・秋葉原にステージ付きメイドカフェ併設店舗AKIBAドラッグ&カフェ（通称「アキドラ」）をオープンさせたことに触発され、同社の地元である大阪で浮上したイメージガール構想から同年8月に結成された。
ダイコクドラッグのテーマソング「一大告白タイム」で2015年3月4日にCDデビューし、同年3月16日付のオリコン週間シングルランキングで64位を記録。ダイコクドラッグのセール応援や店頭ライブなどを行う傍ら、大阪・北新地にあるライブハウス型レストランDDP Theaterで平日毎日2公演のライブを行っていた。
2015年10月14日に開催したセカンドワンマンライブ「オータムサプリメント ビタミンDD」では521名の来場者を集め、梅田AKASOを満員にした（2020年5月末にDDPTheater閉店）。
2017年3月6日、umeda AKASOにてワンマンライブ開催。3月8日、1stアルバム「TSUBASA」リリース。

## 楽曲

### シングル
- 一大告白タイム - 作詞、作曲は元東京バナナボーイズの村上明彦[13]。

## 主な活動場所
- Cafe & Bar DDP - Restaurant DDP Theaterの1階にあるカフェ＆バー(閉店)[14]。

### ラジオ
- アフタヌーンレーダー（2015年10月 - コミュニティFM局FM HANAKO）[15][16]
- じゃんぐるレディOh!（2015年7月9日 - 2015年10月24日、コミュニティFM局YES-fm）[17][18]
- HITS ONE powered by billboard japan（i-dioの高音質チャンネル・TS ONE、2016年9月21日）[19]
- HITS ONE powered by billboard japan（i-dioの高音質チャンネル・TS ONE、2017年2月15日）[20]

### イメージキャラクター
- クラシエ×ダイコクドラッグ コラボ企画「Dダイコクで！Dどんどん買って！ Pプレゼント!!!キャンペーン」(2016年3月9日 -　2016年4月30日) [21]